# Міжнародна організація журналістів
Міжнародна організація журналістів (МОЖ) — це добровільне журналістське об'єднання, засноване 8 червня 1946 року на Конгресі в Копенгагені представниками 21 країни антигітлерівської коаліції. В умовах «холодної війни» МОЖ перетворилася на організацію журналістів соціалістичного табору, яка контролювалася ідеологічним апаратом КПРС. З розпадом соціалістичного табору перестала існувати, але до цього видавала щомісячний журнал «Демократичний журналіст».
Офіційними мовами Міжнародної організації журналістів є англійська, арабський, іспанська, німецький, російська, французький. МОЖ має консультативний статус при ЕКОСОР (категорія II), ЮНЕСКО (категорія В).
Статут визначає головне завдання організації — «захист миру, зміцнення дружби і співпраці між народами з допомогою вільного, правдивого і чесного інформування громадськості, захист свободи друку і прав журналістів».
Перший установчий конгрес МОЖ 1946 року постановив: вищим керівним органом є з'їзд, якого повинні збирати раз на п'ятиріччя. Під час його проведення обирається президент та правління, які керуватимуть організацією між сесіями. Усі творчі та організаційні питання вирішує секретаріат Міжнародної організації журналістів.
У 1958 році на IV Конгресі МОЖ засноване свято — Міжнародний день солідарності журналістів як пам'ять про страченого 8 вересня 1943 року чеського журналіста і письменника Юліуса Фучика.